# Thomas Morosini
Thomas Morosini (ital.: Tommaso Morosini; † Juni oder Juli 1211 in Thessaloniki) war der erste lateinische Patriarch von Konstantinopel.

## Leben
Morosini war ein gebürtiger Venezier doch seine Familie stammte ursprünglich aus Mantua. Während des vierten Kreuzzuges und der Eroberung Konstantinopels 1204 diente er in der Kurie von Rom als Subdiakon. Gegen den Willen Papst Innozenz’ III. wurde er zwischen Juni und Oktober 1204 von dem Kapitel der Hagia Sophia zum ersten lateinischen Patriarchen von Konstantinopel gewählt, nachdem der griechisch-orthodoxe Patriarch Johannes X. Kamateros († 1206) geflohen war. Das Kapitel wurde nach der Eroberung aus sechs Kanonikern zusammengestellt, die alle Venezianer waren. Der Doge Enrico Dandolo hatte mit den französischen Kreuzrittern eine Ämterteilung vereinbart, indem die Franzosen den neuen Kaiser und die Venezier den neuen Patriarchen bestimmen sollten. Von Seiten des Papstes wurde die Wahl zunächst aber als unkanonisch und damit illegitim betrachtet, weil sie nicht von ihm autorisiert war. Außerdem standen die Kreuzfahrer seit der Umleitung des Kreuzzuges unter dem Kirchenbann und deren erste Maßnahmen zur Errichtung einer Kirchenhierarchie in Konstantinopel wurden ohne Beteiligung des Papstes erlassen. Doch letzten Endes erkannte Papst Innozenz III. die Wahl im Frühjahr 1205 doch an „um den Venezianern und ihren Dogen eine Gunst zu erweisen“, wie er in einem Schreiben an den Vizedogen erklärte. Auch die Eroberung Konstantinopels billigte der Papst rückwirkend, da so „die Kirche von Konstantinopel zum Gehorsam des apostolischen Stuhls wie die Tochter zu ihrer Mutter zurückgekehrt“ sei.
Bevor Morosini sein Amt antreten konnte, musste ihn der Papst am 5. März 1205 zum Diakon, am 26. März zum Priester und am 27. März zum Bischof weihen, bevor er schließlich am 30. März das Pallium entgegennehmen konnte. Er reiste zunächst aber von Rom nach Venedig, wo er am 13. Mai 1205 dem venezianischen Patriarchen von Grado, Benedictus Faletro, das Supremat über die Kirchen der Venezianer in Konstantinopel (St. Akindynos, St. Marco, St. Maria, St. Niccolo) anerkannte, womit er ganz im Sinne des Dogen handelte. Anschließend wurde Morosini von einer venezianischen Flotte nach Konstantinopel geleitet, auf dem Weg eroberten sie Ragusa, Durazzo und Korfu für die „Serenissima“. Im Mai 1205 traf Morosini in Konstantinopel ein, einen Monat nachdem Kaiser Balduin I. nach der Schlacht von Adrianopel in die Gefangenschaft der Bulgaren gefallen war. Zeuge seiner Ankunft wurde der griechische Historiker Niketas Choniates, welcher später seine Verwunderung über die Bartlosigkeit des lateinischen Patriarchen zu Papier brachte. Wenige Monate später traf der Legat Benedikt von Santa Susanna ein, welcher neben dem bereits anwesenden Legaten Peter von Capua die päpstliche Autorität vor Ort wahrnehmen sollte, was Morosinis Handlungsspielraum zusätzlich einengte. Außerdem musste er in den folgenden Jahren auch fränkischstämmige Kanoniker in das Domkapitel der Hagia Sophia aufnehmen, die fortan in Konkurrenz zu den Venezianern standen.
Als Venezianer stand Morosini seine ganze Amtszeit über mit dem heiligen Stuhl zu Rom in Konflikt, über den Aufbau der lateinischen Kirchenhierarchie in Griechenland und die Kompetenzen seines Amtes. Am 20. August 1206 krönte er in der Hagia Sophia Heinrich zum Kaiser. Mit dessen Unterstützung versuchte er den griechischen Klerus von Konstantinopel in die neue Kirchenhierarchie einzubinden, nachdem kurz zuvor der griechische Patriarch Johannes X. Kamateros im Exil gestorben war. Die griechischen Kleriker unter der Führung von Nikolaos Mesarites (* 1163/4; † nach 1214) wiesen dieses Ansinnen allerdings zurück, weil sie die Suprematie des Papstes nicht anerkennen wollten, und gingen stattdessen ins Exil nach Nicäa, wo sie ein griechisches Patriarchat weiterführten. In seiner Amtszeit hatte Morosini die Hodegetria, die legendäre vom Apostel Lukas angefertigte Urikone, aus der kaiserlichen Palastkapelle in die Hagia Sophia transferieren lassen. Dazu verbot er die traditionelle Dienstagsprozession zu Ehren der Ikone, womit er in der griechischen Bevölkerung zusätzlichen Unmut gegen die Lateiner verursachte. Der Podestà der Venezianer von Konstantinopel wurde dadurch auf die Hodegetria aufmerksam, bemächtigte sich ihrer mit Gewalt und ließ sie in das venezianische Pantokratorkloster bringen. Morosini verhängte den Kirchenbann über die Ikonenräuber, der vom Papst bestätigt wurde. Dennoch verblieb die Hodegetria bei den Venezianern, bis sie 1261 wieder in griechischen Besitz zurückkehrte (siehe: Rückeroberung von Konstantinopel 1261).
Thomas Morosini starb im Sommer 1211 während einer Inspektionsreise in Thessaloniki. Nach ihm folgte eine mehrjährige Vakanz, da sich Franken und Venezianer nicht auf die Wahl eines neuen Patriarchen einigen konnten.